# فاوفل
فاوفل (بالإنجليزية: Fawful)‏، ويسمى في اليابان جيراكوبيتس (بالإنجليزية: Gerakobits‎؛ باليابانية: ゲラコビッツ‎، ‏Gerakobittsu) هي شخصية خيالية تظهر في سلسلة ماريو أند لويجي لألعاب فيديو تقمص الأدوار التي طورتها ألفادريم غيمز. تعتبر الشخصية مجنونة، وكانت بمثابة الخصم الثانوي في سوبرستار ساجا والخصم الرئيسي في باوزرز إنسايد ستوري.
تمت ترجمة حوار فاوفل في البلدان الناطقة بالإنجليزية لمحاكاة ضعف الترجمة الإنجليزية السائدة في ألعاب الفيديو المبكرة؛ إنه فصامي الطور بطبيعته، مليء بعدم المتسلسلات. تلقى فاوفل اشادة من كل من النقاد والمعجبين ويرجع ذلك جزئيًا إلى حواره وكذلك نذاله.